# Застава Хонгконга
Застава Хонгконга се састоји од стилизованог, белог, петокраког цвета Bauhinia blakeana на црвеној позадини. Застава је званично усвојена 16. фебруара 1990. године, а први пут је званично коришћена у примопредаји власти Хонгконга између Уједињеног Краљевства и Кине.
- Застава Уједињеног Краљевства 1841—1870.
- Колонијална застава Хонгконга 1870—1876.
- Колонијална застава Хонгконга 1876—1955.
- Колонијална застава Хонгконга 1955—1959.
- Колонијална застава Хонгконга 1959—1997.
- Застава гувернера Хонгконга 1959—1997.